# 红军东征总指挥部旧址
红军东征总指挥部旧址，位于山西省吕梁市交口县城东35公里大麦郊镇，是中华人民共和国山西省文物保护单位之一。
1986年8月18日，授予山西省文物保护单位，是一座革命遗址及革命纪念建筑物。